# Darius Dimavičius
Darius Dimavičius (né le 8 avril 1968 à Kaunas dans la République socialiste soviétique de Lituanie en URSS) est un ancien joueur lituanien de basket-ball, évoluant au poste d'ailier fort. Il est actuellement entraîneur.

## Carrière

### Palmarès
- Médaille de bronze aux Jeux olympiques 1992